# 嶋崎はるか
嶋崎 はるか（しまざき はるか、8月1日 - ）は、日本の女性声優。賢プロダクション所属。北海道出身。

## 人物
代々木アニメーション学院声優科卒業。
特技は裁縫、北海道弁。
『超特急ヒカリアン』では主人公並びにヒロインの声を担当し、彼女の代表作となった。自身の出身地である北海道のヒカリアンが作中で披露した必殺技名を命名したり、ヒカリアンにまつわる非公式ファンイベントに参加する等、公私共にヒカリアンにまつわるエピソードが多数存在する。
ヒカリアンの出演の影響で作中に登場した新幹線300系電車とカレーライスを愛する様になった。自身の持ち役である神田ミナヨへの思い入れの強さから、イベント『神田カレーグランプリ』を同キャラの父が作中で経営している店「ヒーヒーカレー」に絡めて宣伝した他、グッズ収集も行っており、新幹線300系電車のキーホルダーや神田ミナヨの缶バッジ、てっちゃんのプラキッズ等を所持している。また、Twitterではヒカリアンのグッズを処分しようとしていた人からグッズを買い取っている。
続編『電光超特急ヒカリアン』にも出演しており、共演者の新橋テツユキ役の成瀬誠が風邪をひいた時は親切にフォローしていた。
ヒカリアンの後継にあたる『シンカリオン』のアニメ化が発表した2017年度の鉄道フェスティバルといった、鉄道関連のイベントに訪問した事があった。抽選で当たった『劇場版 新幹線変形ロボ シンカリオン 未来からきた神速のALFA-X』の応援上映会に来た時に速杉ハヤトの名言「好きなものは好きなもののままでいいんだよ」に心を打たれ、子供時代の彼女に伝えたくなるほど元気を貰った。
ライブドアニュースに『超特急ヒカリアン』放送25周年の記事を当初は知らなかったがTwitterユーザーに教えられてから知り、大喜びした。

## 出演
太字はメインキャラクター。

### テレビアニメ
1996年
- 逮捕しちゃうぞ（1996年 - 2001年、金子留理子、 コギャルA 他） - 3シリーズ
- クレヨンしんちゃん（女子高生A）

1997年
- 超特急ヒカリアン（1997年 - 2000年、のぞみ、神田ミナヨ、ミーナ）- 3シリーズ

2000年
- 無敵王トライゼノン（宗像宇美）

2001年
- 犬夜叉（村娘、雪）
- まほろまてぃっく（2001年 - 2003年、椎名永美） - 2シリーズ
- RAVE（博物館のガイド）

2002年
- GetBackers-奪還屋-（橘理子）
- 電光超特急ヒカリアン（神田ミナヨ、のぞみ〈回想〉）
- フルメタル・パニック!（赤城真奈美）

2003年
- 探偵学園Q（大鳥志津子）

### OVA
1998年
- 夢で逢えたら（瀬戸美奈子）

1999年
- タイムレンジャー セザールボーイの冒険 ローマ帝国編

2007年
- トミカハイパー大作戦!（ミサ隊員、ブラックラー団幹部B、警察犬ジョン、幼稚園児、オペレーター）

2008年
- トミカハイパー大冒険!（コウジくん、ウインクひめ、ミサ隊員、警察犬ジョン、レン隊員、オペレーター）

2009年
- プラレールわいわいDVD（アサマ隊員、コマチ隊員、レン隊員、ミサ隊員、こぴかっと1号、男の子）
- レッツゴー!トミカボーイズ（ユウキくん、レン隊員、ミサ隊員、警察犬ジョン、ツバメ隊員、恐竜、地下街に閉じ込められた幼稚園児、オペレーター、男の子）

2010年
- レッツゴー!トミカボーイズF5（ユウキくん、警備ロボ、ツバサ隊員、しまざきリポーター、オペレーター、警備ロボ）

2013年
- 爆走!トミカイザー（サオリ巡査、アキヤマアナウンサー、タロウ君、オペレーター、女子）

2017年
- トミカ大作戦!（ロボQ、市民、しまざきリポーター、トナカイ）

### 劇場アニメ
- 逮捕しちゃうぞ the MOVIE（1999年、金子留理子）
- 豪華3本立て!トミカ・プラレール映画まつり（2013年、てっちゃん、大地くんの母の声、サオリ巡査、女子、ハカセ、ワルーダコブーン）
- もっと!トミカ・プラレール映画まつり（2014年、てっちゃん、リトルゴースト、ハカセ、ワルーダコブーン、神殿の神）

### Webアニメ
- トミカハイパーシリーズ 緊急配備!!レスキューライナー ブルーポリスライナー ビルダーライナー（2013年、オペレーター）

### ゲーム
1997年
- コットン2（ナタ・デ・コットン）
- 超時空要塞マクロス 愛・おぼえていますか（オペレーター）
- ムーンライトシンドローム
- ハイブリッドエンジェル（独楽ひかり、チャーミック＝サマペット）

1998年
- コットンブーメラン（ナタ・デ・コットン）
- ヒロインドリーム2（エキストラボイス）

1999年
- ダイナマイトベースボール'99 ボールゲーム ア ゴー！ ゴー！（ナレーション）
- 東京惑星プラネトキオ（ナオミ）

2001年
- ぬくもりの中で（目白聖）

2003年
- Erde 〜ネズの樹の下で〜

2005年
- 武蔵伝II ブレイドマスター（村人、敵）

2006年
- BLOOD+ ONE NIGHT KISS（長岐曜子）

2008年
- ZODIAC-前編- / -後編-（天道明日） - 2作品

2009年
- 桃華月憚 -光風の陵王-（鬼梗、水野美野里）

### ドラマCD
- 好きだよっ!（2002年、目白聖） - 全2巻
- 装甲悪鬼村正〜妖甲秘聞〜（三世村正）
- 超特急ヒカリアン トラベルDJショー（のぞみ）

### 吹き替え

#### 映画
- ゴーストライター（ティナ）

### ラジオ
- The BAY☆LINE

### CM
- ヒカリアンシリーズ（のぞみ）
  - 超DXのぞみ号
  - 単品シリーズ
- プラレール シリーズ（ナレーション）
  - 古代エジプト冒険セット（ケンイチくん）
  - 機関車基地と整備士5人衆（仲間整備員）
  - いっぱいつなごうブルートレインセット（運転手）
  - いっぱいつなごう700系のぞみセット
  - サウンドC62重連セット
  - 日本全国アナウンスステーション
  - プラロード大鉄橋＆マリンライナーセット
  - おおきなドームステーション
  - デカプラレールタウンN700系新幹線ステーション
  - 地下グランドステーション
  - 50周年記念 C12蒸気機関車 アーチ橋とレールセット
  - トミカと遊ぼう!オート踏切ステーション
  - トミカと遊ぼう!つみおろしステーション!
  - デカプラレールタウンD51レールステーション
  - 新幹線みずほ・さくら高架トンネルセット
  - 連結!E5系「はやぶさ」＆トミカ駅前ロータリーセット
  - おおきな列車メンテナンスステーション
  - ビッグプラレール
  - トミカと遊ぼう!N700系駅前パーキングセット
  - トミカと遊ぼう!スーパーオートステーション
  - 連結!E6系スーパーこまち＆トミカアーチ踏切セット
  - おおきなドームのターミナルステーション
  - 新幹線変形!メガデカE6系ステーション
  - E7系北陸新幹線かがやき 立体レールセット
  - いっぱい電車をとろう!ぼくのプラレールカメラ
  - ふえではしるぞ!笛コン超電導リニアL0系レールセット
  - トミカと遊ぼう!DX踏切ステーション
  - ぐるぐる回る!ビッグ転車台基地
  - スマホで運転!ダブルカメラドクターイエロー
  - 2017年度トミカ博&プラレール博
  - 今日からぼくが駅長さん！ガチャッと！アクションステーション
  - レバーでダッシュ!! 超スピード ドクターイエローセット
  - くるぞわたるぞ!トミカと遊ぼう!カンカン踏切セット
  - 基地に変形!! 超ビッグドクターイエローセット
  - レールでアクション!なるぞ!ひかるぞ!C62 蒸気機関車セット

### その他コンテンツ
- プラレールピコ（2001年、ケンイチくん[web 9]）
- ぼくらのまち トミカ･プラレールタウンに全員集合!（2002年、リキくん[web 10]）
- トミカ･プラレールタウンに全員集合!2003 スカイブルーレールロード（2003年、リキくん）
- 緊急発進!マグナムガーディアン（2003年、ミカリン）
- トミカ・プラレールビデオ（2007年 - 2010年、てっちゃん、しまざきリポーター、レン隊員、ミサ隊員、ツバサ隊員、アサマ隊員、ツバメ隊員、ワルーダコブーン、市民、オペレーター、トーマスナレーション）
- プラレール博（てっちゃん）
- トミカスペシャルDVD（2012年 - 2014年、ツバサ隊員、トーマスナレーション、ナレーション、観測員）
- ぼくらのしんかんせん1号&2号（2012年、てっちゃん[web 11]）
- ぼくらのはたらく通勤電車（2013年、てっちゃん[web 12]）
- ぼくらのはたらく特急電車（2013年、てっちゃん[web 13]）
- プラレール にぎやかアナウンス!サウンドE7系新幹線かがやきレールセット（2017年、てっちゃん）
- レールでアクション!なるぞ!ひかるぞ!C62 蒸気機関車セット（2019年、てっちゃん）
- オールスターDVD2019（2019年、てっちゃん）

## ディスコグラフィ

### タイアップ曲
| 楽曲                      | タイアップ                               | 時期   |
| ------------------------- | ---------------------------------------- | ------ |
| みんな!みんな!おともだち! | 玩具『プラレールトーマス』イメージソング | 2019年 |

### キャラクターソング
| 発売日 | 商品名 | 歌                                            | 楽曲                                             | 備考                                 |
| 2011年 | 2011年 | 2011年                                        | 2011年                                           | 2011年                               |
| ------ | ------ | --------------------------------------------- | ------------------------------------------------ | ------------------------------------ |
| -      | -      | Tくん（鉄炮塚葉子）、てっちゃん（嶋崎はるか） | 「トミカ&プラレールのりのりソング」              | 『トミカプラレールビデオ2011』挿入歌 |
| 2012年 |        |                                               |                                                  |                                      |
| -      | -      | てっちゃん（嶋崎はるか）                      | 「出発進行!プラレール」                          | 『トミカプラレールビデオ2012』挿入歌 |
| 2013年 |        |                                               |                                                  |                                      |
| -      | -      | てっちゃん（嶋崎はるか）                      | 「走れ!E6系新幹線スーパーこまち」                | 『トミカプラレールDVD2013』挿入歌    |
| -      | -      | てっちゃん（嶋崎はるか）                      | 「完成!おおきなドームのターミナルステーション!」 | 『トミカプラレールDVD2013』挿入歌    |
| 2017年 |        |                                               |                                                  |                                      |
| -      | -      | Tくん（鉄炮塚葉子）、てっちゃん（嶋崎はるか） | 「ガチャステの歌」                               | 玩具『プラレール』関連曲             |